# Спасское (Днепровский район)
Спа́сское (укр. Спаське) — село в Украине, в Подгородненской городской общине Днепровского района Днепропетровской области, над рекой Кильчень. Население по переписи 2024 года составляло 2317 человек.
Код КОАТУУ — 1223286501. Население по переписи 2022 года составляло 3145 человек .
Является административным центром Спасского сельского совета, в который, кроме того, входят сёла
Дмитровка и
Хуторо-Губиниха.

## Географическое положение
Село Спасское находится на берегу реки Кильчень, выше по течению на расстоянии в 2,5 км расположено село Очеретоватое (Магдалиновский район), ниже по течению на расстоянии в 2,5 км расположено село Перемога (Днепровский район). Река в этом месте извилистая, образует лиманы, старицы и заболоченные озёра. Через село проходит автомобильная дорога Т-0410.

## История
- Село Спасское основано в середине XVII века.

Основателям села был Трохим Козинец, старшина Батуринского куреня.

## Экономика
- Компания «ФЛП Прус».
- Спасский агропромкомплекс, ООО.
- «Спасский», агропромышленный комплекс, ООО.
- Спасское, кооператив.
- Усадебный посёлок "Созидатель - Хаус". АО НПО "Созидатель"

## Объекты социальной сферы
- Школа.
- Детский сад.
- Дом культуры.
- Клуб.
- Фельдшерско-акушерский пункт.
- Народный историко-краеведческий музей

## Известные люди
- Козинец Пётр Дмитриевич (1910-1944) — Герой Советского Союза, родился в селе Спасское.
- Кучеренко, Леонид Арсентьевич (1922-1992) — советский учёный, педагог.
- Семак, Пётр Михайлович (р. 1960) — российский актер театра и кино, родился в селе Спасское.

## Достопримечательности
- Братская могила советских воинов.